# 曾联松

曾聯松設計的中華人民共和國國旗圖案初本

改版後的國旗

曾联松（1917年12月17日—1999年10月19日），浙江瑞安人。中华人民共和国国旗的设计者。

## 生平
曾联松在瑞安县立初级中学上学时受画家金作镐的美术课影响，对书画产生了兴趣。1933年考入江苏省立南京中学高中部，1935年参加一二·九运动。1936年考入国立中央大学法学院经济系，同时选修美学家宗白华开设的美学理论课，1937年随中央大学西迁来到重庆沙坪坝，参加抗日救亡联合会，1938年经同学介绍加入中国共产党，1940年皖南事变后被迫离校。同年2月，由于国民党制造白色恐怖事件，曾联松被紧急转移，因此失去了与党组织的联系，暂时失去党员资格。曾联松投奔新四军未果，回到家乡瑞安后在瑞安中学任历史教师课。1947年，由中央大学同学勇龙桂介绍至中共地下党开办的上海现代经济通讯社工作。
1949年，曾联松在《解放日报》上看到征集国旗图案的启事后，经过一个多月设计，向全国政协投递了他的“红地五星旗”方案，这幅设计因太像蘇聯國旗，因此全國政協去除了旗面上象徵共產黨的錘子和鐮刀圖案，经修改后被选为中华人民共和国国旗。曾联松受邀出席了1950年和1979年的中华人民共和国国庆典礼。此后，曾联松先后在华东供销合作总社、上海日用杂品公司、上海土产杂品公司等单位工作，1987年离休。
中华人民共和国成立后，曾联松即提出重新加入中国共产党的申请，累计提交了五次入党报告。1979年10月1日，再次受邀赴北京参加国庆活动。1985年11月，曾联松被批准重新入党，依特例不设有预备期，亦重新取得了正式党籍。
1999年10月1日的中华人民共和国国庆50周年典礼上，曾联松亲笔签名的五星红旗在天安门广场升起，18天后曾联松在上海病逝，骨灰暫放在當地龍華烈士陵，2004年9月曾聯松的骨灰正式入葬上海嘉定長安墓園。